# バッド・シュールバーグ
バッド・シュールバーグ（Budd Schulberg, 出生名: Seymour Wilson Schulberg, 1914年3月27日 - 2009年8月5日）は、アメリカ合衆国の脚本家、テレビプロデューサー、小説家、スポーツライターである。小説『何がサミイを走らせるのか?』（1941年）と『巨人は激しく倒れる』（1947年）、脚本を書いたアカデミー脚本賞を受賞した映画『波止場』（1954年）などで知られている。

## 生い立ちと学歴
ユダヤ系の家庭で育つ。父はハリウッドの映画プロデューサーのB・P・シュールバーグ、母はタレントエージェンシー設立者のアデリーヌ・シュールバーグである。シュールバーグ17歳の1931年に父が女優のシルヴィア・シドニーと暮らすために別居し、1933年に両親は離婚した。
ディアフィールド・アカデミーに通った後にダートマス大学に入学し、ユーモア雑誌『ダートマス・ジャック・オー・ランタン』に関与したり友愛会のパイ・ラムダ・ファイに加わった。1939年、彼はダートマスを舞台としたコメディ『冬のカーニバル』の脚本をF・スコット・フィッツジェラルドらと共に執筆した。

## 第二次世界大戦
第二次世界大戦中は海軍に所属し、OSSに配属されてジョン・フォードのドキュメンタリー班で活動し、VEデイの後にはアメリカ軍による初めてのナチスの強制収容所の解放に立ちあった。彼はニュルンベルク裁判のために戦争犯罪者の証拠集めをしていた。これにはオーストラリアのキッツビュールにあるシャレーでドキュメンタリー映画作家のレニ・リーフェンシュタールを逮捕する任務も含まれていた。表向きは連合軍によって捕らえられた戦争犯罪者の顔をドイツ映画の映像で彼女に識別させるためであった。

## キャリア
成功したハリウッドのプロデューサーの息子であったために彼はその舞台裏の視点を与えられ、彼の作品にはそれが反映された。
彼の著作『何がサミイを走らせるのか?』はサミー・グリックのシンデレラストーリーでハリウッドスターダムの過酷さを一般大衆に知らしめた。この小説は自主的な反ユダヤ主義であると批判された。
1950年にシュールバーグはキャリアの絶頂にある著名な小説家と協力する若い脚本家を描いた小説『夢やぶられて』を発表した。F・スコット・フィッツジェラルドをモデルにしたとされる小説家は若い脚本家に幻滅される悲劇的で欠陥のある人物として描かれた。小説は1950年に米国で10番目に売れた作品であり、1958年にはブロードウェイ劇として脚色された。
1951年にシュールバーグは下院非米活動委員会（HUAC）に呼ばれた脚本家のリチャード・コリンズにより元共産党員であることを漏らされて政治的論争に巻き込まれた。シュールバーグは友好的証人として『何がサミイを走らせるのか?』の内容に党が介入してきたことを証言し、他のハリウッドの共産主義者の名前を明かした。シュールバーグは同じくHUACで証言したエリア・カザンが監督する『波止場』（1954年）の脚本を執筆し、アカデミー脚本賞を獲得した。
シュールバーグはスポーツライターとしても活動し、『スポーツ・イラストレイテッド』でボクシングの主任特派員を務めていた。彼は『Sparring with Hemingway』を含むボクシングの評論本をいくつか書いていた。

## 私生活と死
生涯で4度結婚している。1936年に女優のヴァージニア・"ジジー"・リー・レイと結婚し、娘のヴィクトリアをもうけたが1942年に離婚する。1943年にヴィクトリア・"ヴィッキー"・アンダーソンと結婚したが、1964年に離婚する。ヴィッキーとのあいだには息子のスティーヴンとデヴィッドが生まれた。1964年に女優のジェラルディン・ブルックスと結婚し、1977年に彼女が亡くなるまで連れ添った。ブルックスとのあいだには子供は生まれなかった。1977年に投資銀行家のモーリス・ワートハイムの孫で外交官のヘンリー・モーゲンソウ・Srのひ孫であるベツィ・アン・ラングマンと結婚し、息子のベンと娘のジェシカをもうけた。
姪のサンドラ・シュールバーグは映画プロデューサーであり、アカデミー賞候補となった『クイルズ』では製作総指揮を務めた。弟のスチュワート・シュールバーグもまたテレビ及び映画のプロデューサー、妹のソーニャ・シュールバーグは小説家であった。
2009年8月5日にニューヨーク州クイオーグの自宅で亡くなった。95歳だった。

## 主なフィルモグラフィ
- スタア誕生 A Star is Born (1937) 脚本（クレジット無し）
- 無責任時代（英語版） Nothing Sacred (1937) 脚本（クレジット無し）
- 波止場 On the Waterfront (1954) 原案・脚本
- 殴られる男 The Harder They Fall (1956) 原作
- 群衆の中の一つの顔 A Face in the Crowd (1957) 原案・脚本
- エヴァグレイズを渡る風 Wind Across the Everglades (1958) 監督（クレジット無し）・脚本

## 関連文献
- Beck, Nicholas. Budd Schulberg: A Bio-Bibliography Lanham, Md.: Scarecrow Press, 2001.